# William Robert Ogilvie-Grant
William Robert Ogilvie-Grant (1863. március 25. – 1924. július 26.) skót ornitológus. Zoológiai szakmunkákban nevének rövidítése: „Ogilvie-Grant”.

## Pályája
Ogilvie-Grant a tanulmányait Cargilfieldben és az edinburghi Fettes College-ban végezte, ahol zoológiát és anatómiát tanult. 1882-ben asszisztensi kinevezést kapott a londoni természettudományi múzeumba. Albert C. L. G. Günther mellett ichthiológiát tanult, majd 1885-ben helyettesi kinevezést kapott az intézmény madártani szekciójánál, arra az időre, amíg Richard Bowdler Sharpe indiai tanulmányúton vett részt. Később is ennél a szervezeti egységnél maradt, végül a madártani szekció felügyelője lett, az 1909 és 1918 közti időszakban.
Szerkesztőként ő követte Bowdler Sharpe-ot a Brit Ornitológusok Klubjának folyóiratánál (Bulletin of the British Ornithologists' Club), e posztot 1904-től 1914-ig töltötte be.
Élete során számos gyűjtőutat tett, főként Szokotrán, Madeirán és a Kanári-szigeteken.

## Fordítás
- Ez a szócikk részben vagy egészben  a   William Robert Ogilvie-Grant című angol Wikipédia-szócikk fordításán alapul.  Az eredeti cikk szerkesztőit annak laptörténete sorolja fel. Ez a jelzés csupán a megfogalmazás eredetét és a szerzői jogokat jelzi, nem szolgál a cikkben szereplő információk forrásmegjelöléseként.